# Alte St.-Laurentius-Kirche (Sulgen)

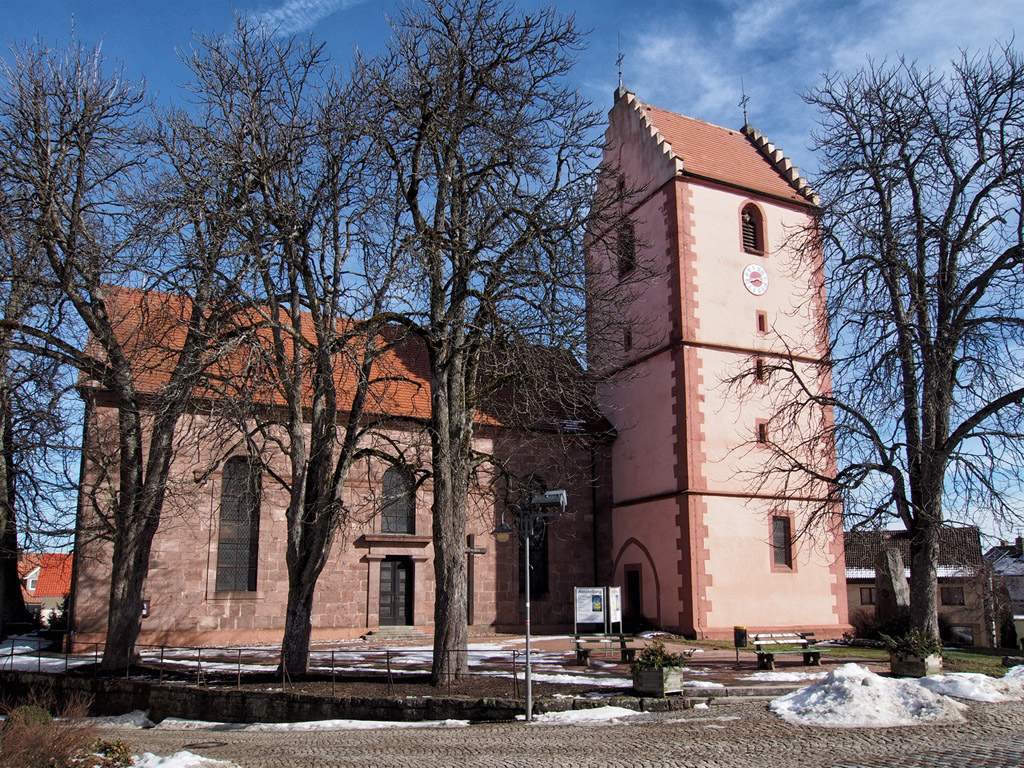
Außenansicht der alten St.-Laurentius-Kirche

Die Alte St.-Laurentius-Kirche ist eine ehemalige katholische Pfarrkirche in Sulgen, einem Ortsteil von Schramberg. Sie gehörte zum Dekanat Rottweil und zur Kirchengemeinde St. Laurentius, Sulgen. Seit der Weihe der Neuen St.-Laurentius-Kirche im Jahre 1967 wird sie nur noch gelegentlich bei besonderen Anlässen für Gottesdienste genutzt.

## Geschichte
Der Turm ist ein ehemaliger Wehrturm. Er geht bis ins 13. Jahrhundert zurück und wurde 1345 das erste Mal urkundlich erwähnt. Im Stadtgebiet Schramberg ist er das älteste heute noch erhaltene Bauwerk. Etwa hundert Jahre später begann die Nutzung als Kirchenraum. Im Jahre 1435 wurde ein Kirchenschiff so an den Turm angebaut, dass die untere Etage des Turmes als Altarraum genutzt werden konnte. Später folgten drei weitere Kirchen.
1496 wurde das heute noch vorhandene Kreuzgewölbe mit dem Rechberg'schen Wappen im Altarraum, der heutigen Sakristei, eingebaut.
In den Jahren 1826 bis 1828 wurde das heutige vierte Kirchenschiff mit Apsis erbaut. Am 31. Oktober 1828 wurde diese Kirche von Bischof Johann Baptist von Keller geweiht. Geweiht wurden der Hochaltar der Jungfrau Maria, der rechte Nebenaltar dem heiligen Laurentius und der linke Nebenaltar dem heiligen Wendelin.
Es ist die älteste Kirche der Stadt Schramberg und sowohl Kirche als auch Turm stehen unter Denkmalschutz.

## Renovierung
Im November 1874 wurde der Chor restauriert. Er erhielt Glasgemälde des Regensburger Glasmalers Georg Schneider. In den Jahren 1888 und 1889 wurden Chor und Langhaus durch den Kunstmaler Carl Dehner ausgemalt.
1932 wurde diskutiert, wie die Kirche vergrößert werden könnte. Es gab sogar Pläne, das alte Kirchenschiff abzureißen und ein neues quer zur Straße zu erbauen. Da ein solches Vorhaben allerdings zu teuer geworden wäre, wurde stattdessen eine Restaurierung der Kirche beschlossen. Dafür engagiert wurde im Jahre 1932 der Künstler Albert Birkle. Er fertigte mehrere Gemälde an, die Kreuzigungsgruppe in der Apsis, Abendmahl, und Tonangebung der ganzen Kirche. Kritiken zu den neuen Gemälden waren durchweg positiv. In dieser Restaurierung wurde auch eine neue Orgel aufgestellt. Die Gesamtkosten beliefen sich auf 32000 Mark. Der Bischof Joannes Baptista Sproll nahm die Altarweihe vor.
Nach 1967, als die Neue St.-Laurentius-Kirche geweiht wurde, diente die alte Kirche mehrere Jahre lang nur noch als Abstellraum. In den Jahren 1980 bis 1986 wurde der Außenbereich restauriert und die Ausstellungen eingerichtet. Die Fresken wurden in den Jahren 1989 bis 1999 renoviert.

## Innenraumgestaltung
Die heutige Sakristei befindet sich in der unteren Etage des alten Turmes aus dem 13. Jahrhundert. Über die Jahrhunderte wurden insgesamt vier Kirchenschiffe an den Turm angebaut. Der Chorraum mit Apsis wurde vom letzten dieser Kirchenschiffe übernommen.
Der Hochaltar wurde im Jahre 1852 durch Friedrich Haigis mit weißem Marmor und Gold neu gefasst. 1874 wurde der Altar nach einer Zeichnung von Pfarrer Laib von dem Kunstschreiner Bertsch aus Dormettingen neu gefertigt. Im Jahre 1890 wurde dem Laurentiusaltar ein neues Altarbild von Carl Dehner hinzugefügt.
Das erste Altarfresko des heutigen Kirchenschiffs stammte von Joseph Fuchs aus dem Juni 1844. Es hatte die Auferstehung Jesu zum Motiv und zeigte, wie Jesus „von Todten auferstehet []; wie die Wächter, von panischem Schreken ergriffen zu Boden stürzen, und dann, von diesem Schreken in etwas zurückgekommen, flieht, u. sich zur Wehr sezt, wie der Engel die Frauen beruhigt.“ Es wurde im Jahr 1932 von dem heutigen Fresko von Albert Birkle abgelöst. Es ist an die damalige Zeit angelehnt und soll den Fokus auf das Opfer Jesu lenken. „In diese Zeit, die so viele Opfer verlangt, sollte das große Opfer des Heilandes hineingestellt werden, damit die Gemeinde jeden Sonntag neuen Trost schöpfen kann u. neue Leidensbereitschaft aufnehmen kann. Über dem schweren Kreuze strahlt die Ostersonne u. erfüllt den ganzen Chor golden u. will besagen, daß jedes Leiden gottergeben getragen mit ewiger Seligkeit endet. Über dem Chorbogen ein Regenbogen – Zeichen des Friedens. Der Regenbogen läuft an den Wänden weiter u. taut auf die Gläubigen herab – der Friede sei mit euch!“ Das Fresko besteht aus drei Teilen, die Geburt, Leben und Sterben darstellen. Die Mitte bildet ein großes Kreuzigungsgemälde. Es füllt die gesamte Wand des Altarraums im Turm aus. Links davon, außerhalb des Altarraums, wird die Geburt Jesu gezeigt, und auf der rechten Seite sieht man Jesus mit drei Jüngern beim letzten Abendmahl, während Judas abseits erkennbar ist.
Im Jahre 1938 verbrannten kostbare Vereinsfahnen, welche allerdings versichert waren. Von dem ausbezahlten Versicherungsgeld wurde eine Madonna nach dem Vorbild der Schutzmantelmadonna von Ravensburg aufgestellt. Am 26. April 1842 wurde eine neue, größere Statue von Kunstbildhauer Carl Eisele des Schutzpatrons Laurentius eingeweiht. Da der Laurentiusaltar das Gegenstück zum Marienaltar bildet, wurde auch für die Laurentiusfigur das Schutzmantelmotiv gewählt.
Eisele fertigte in den folgenden Jahren noch weitere Figuren an, wie beispielsweise kleine Relieffiguren an den Säulen unter der Empore; der Heilige Joseph auf der Männerseite, die Heilige Theresia auf der Frauenseite, sowie eine Figur des Heiligen Antonius von Padua über dem Opferstock.

## Glocken
Das heutige Geläut besteht aus fünf Glocken. Vier davon stammen aus dem Jahre 1950, nur die kleinste ist älter und stammt aus dem Jahre 1879. Bis auf diese kleinste Glocke wurden alle Glocken der vorigen Geläute jeweils als Geschützmaterial eingefordert. Im Jahre 1917 konnte außer dem „Totenglöcklein“ zunächst noch die zweitkleinste Glocke mit Gewalt zurückbehalten werden. Nach dem Ersten Weltkrieg wurde im Jahre 1921 ein neues Geläut von der Glockengießerei Grüninger angeschafft. Dieses bestand aus vier Glocken, gestimmt auf Ton e (⌀ 122 cm, 1230 kg), Ton g (⌀ 100 cm, 699 kg), Ton a (⌀ 88 cm, 518 kg) und Ton h (⌀ 78 cm, 357 kg). Diese wurden allerdings 1942 erneut als Geschützmaterial eingefordert und abgenommen. Nur die kleinste Glocke verblieb wieder in der Kirche.
Am 17. Dezember 1950 wurde ein neues Geläut geweiht. Auch diese Glocken stammen aus der Glockengießerei Grüninger. Es besteht seither aus den folgenden Glocken:
- Dreifaltigkeitsglocke: Ton d (⌀ 140 cm, 1700 kg, Inschrift: „Ehre sei dem Vater und dem Sohn und dem heiligen Geist“)
- Wendlinusglocke: Ton f (⌀ 110 cm, 1000 kg, Inschrift: Hl Wendelin, bitte für uns. - Schütze den Bauernstand, behüte Vieh und Land.)
- Josefsglocke: Ton g (⌀ 103 cm, 700 kg, Inschrift: „Hl. Josef bitte für uns, schütz Kirche, Familie u Arbeiterstand.“)
- Mariä Himmelfahrtsglocke: Ton b (⌀ 87 cm, 400 kg, Inschrift: Zum Andenken an den 1. November 1950: „Aufgenommen ist Maria in den Himmel.“ und auf der Gegenseite: Zum Gedächtnis unserer Gefallenen: „Mutter, dich zu ihnen wend, nimm sie auf in deine Händ.“)
- Taufglocke: Ton d (⌀ 50 cm, 200 kg) Diese kleinste Glocke ist die, die bereits im Jahre 1879 gegossen wurde und sowohl 1917 als auch 1942 in der Kirche verblieb. Sie ist der Gottesmutter geweiht.

Die Glocken wurden 1974 umgehängt in den Turm der Neuen St.-Laurentius-Kirche. Sie läuteten dort erstmals am 22. September 1974.

## Orgel
Im Jahre 1828 wurde zeitgleich mit der Weihe des vierten und heute noch genutzten Kirchenschiffs eine Orgel von Orgelbauer Braun errichtet. Diese wurde im Jahre 1844 von Orgelbauer Spaich repariert, was am 27. Juli 1844 fertiggestellt wurde. Am 27. Mai 1852 wurden Orgel und Blasebälge durch Orgelbauer Benz aus Rottweil renoviert und gestimmt. Im Jahre 1933 wurde eine neue Orgel von Späth Orgelbau aufgestellt.

## Heutige Nutzung
Heute wird die Kirche nur noch gelegentlich bei besonderen Anlässen für Gottesdienste genutzt. Stattdessen dienen die Kirchenräume hauptsächlich kulturellen Zwecken. Da die Kirche aufgrund des Denkmalschutzes nicht beheizt werden kann, finden vor allem während der wärmeren Monate Konzerte statt. Außerdem haben Ausstellungen einen dauerhaften Platz im Kirchenschiff.
Glasmalereiausstellung
Die Glasmalereiausstellung hat ihren Ursprung in der 1980 veranstalteten Sonderausstellung Europäische Glasmalerei. Sie veranschaulicht die Entwicklung der Glasmalerei im europäischen Raum vom Mittelalter bis heute. Gezeigt werden originalgetreue Reproduktionen in Originalgröße. Die etwa einen Meter hohen Abbildungen stehen auf Podesten, sodass sie in Kopfhöhe aus der Nähe betrachtet werden können. Die ältesten Fenster sind die fünf Propheten aus Augsburg, die um 1130 entstanden sind und als der älteste heute noch vorhandene Glasfensterzyklus der Welt gilt. Neben den Reproduktionen sind auch einige Originalscheiben zu sehen, unter anderem von Albert Birkle, Johannes Schreiter und Wilhelm Geyer.
Krippenausstellung
Auf der Empore der Kirche befindet sich eine Ausstellung verschiedener Krippen. Ganzjährig zu sehen sind 51 Krippen, davon 34 Kastenkrippen, von Albert Fehrenbacher. Darunter befinden sich eine 1946 in sowjetischer Kriegsgefangenschaft entstandene Lagerkrippe sowie „Völkerkrippen“, die aus der Sicht von 22 verschiedenen Ländern die Geburt Jesu zeigen. Zur Weihnachtszeit wird die Dauerausstellung durch Exponate von Josef Grimm ergänzt. Dabei handelt es sich um offene Großkrippen. Sie haben alle Lokalbezug und zeigen Szenen in Verbindung mit historischen Sulgener Gebäuden.
Kopie des Turiner Grabtuchs
In der Kirche ist eine Kopie des Turiner Grabtuchs in Originalgröße (4,36 m lang und 1,10 m breit) ausgestellt. Das Bild auf dem Leinentuch zeigt Vorder- und Rückseite eines Menschen. Viele Gläubige verehren es als das Tuch, in dem Jesus nach der Kreuzigung begraben wurde, die genaue Herkunft und Geschichte des Tuches ist jedoch unklar. Das originale Tuch wird in einer Seitenkapelle des Turiner Doms aufbewahrt und nur sehr selten zu unregelmäßigen Anlässen ausgestellt.